# Montecalvo in Foglia
Montecalvo in Foglia es una comuna italiana de 2761 habitantes de la provincia de Pesaro y Urbino en Marche.

## Evolución demográfica
| Gráfica de evolución demográfica de Montecalvo in Foglia entre 1861 y 2001 |
|                                                                            |
| Fuente ISTAT - elaboración gráfica de Wikipedia                            |